# Hypocacculus rufipes
Hypocacculus rufipes är en skalbaggsart som först beskrevs av Johann Gottlieb Kugelann 1792.  Hypocacculus rufipes ingår i släktet Hypocacculus och familjen stumpbaggar. Enligt den svenska rödlistan är arten akut hotad i Sverige. Arten förekommer i Götaland. Artens livsmiljö är havsstränder. Inga underarter finns listade i Catalogue of Life.